# سياران ماهر
سياران ماهر (بالإنجليزية: Ciarán Maher)‏ هو لاعب كرة القدم الغالية وشخصية أعمال أيرلندي، ولد في 1962 في Knocklyon ‏ في جمهورية أيرلندا، وتوفي في 10 ديسمبر 2012.